# Moluckerna (provins)
Moluckerna (Maluku) är en provins i Indonesien, omfattande de sydliga öarna i ögruppen Moluckerna. Folkmängden uppgår till cirka 1,5 miljoner invånare och den administrativa huvudorten är Ambon. Provinsens yta uppgår till 54 185 km²

## Administrativ indelning
Provinsen är indelad i nio distrikt och två städer.
Distrikt (Kabupaten)
- Aru, Buru, Buru Selatan, Maluku Barat Daya, Maluku Tengah, Maluku Tenggara, Maluku Tenggara Barat, Seram Bagian Barat, Seram Bagian Timur

Stad (Kota):
- Ambon, Tual

## Historia
Angående tidigare historia se Moluckerna.
Under andra världskriget ockuperades öarna av Japan i februari 1942. Under hösten 1944 erövrade amerikanerna Morotai. 1950 kom Moluckerna under den självständiga staten Indonesiens kontroll. Ambon vägrade ansluta sig och utropade sig till en självständig republik, omfattande denna provins under namnet Repbulik Malaku Selatan, men indonesiska styrkor stoppade den självständiga staten.